# Anoxia
Anoxia är ett släkte av skalbaggar. Det ingår i familjen Melolonthidae.

## Dottertaxa tillAnoxia, i alfabetisk ordning[1]
- Anoxia affinis
- Anoxia africana
- Anoxia arenbergeri
- Anoxia asiatica
- Anoxia australis
- Anoxia baraudi
- Anoxia caphtor
- Anoxia ciliciensis
- Anoxia cingulata
- Anoxia cretica
- Anoxia cypria
- Anoxia derelicta
- Anoxia desbrochersi
- Anoxia emarginata
- Anoxia hirta
- Anoxia hungarica
- Anoxia kocheri
- Anoxia kraatzi
- Anoxia laevimacula
- Anoxia lodosi
- Anoxia luteipilosa
- Anoxia maculiventris
- Anoxia makrisi
- Anoxia maldesi
- Anoxia matutinalis
- Anoxia mavromoustaksi
- Anoxia monacha
- Anoxia naviauxi
- Anoxia niceaensis
- Anoxia nigricolor
- Anoxia orientalis
- Anoxia pasiphae
- Anoxia pilosa
- Anoxia rattoi
- Anoxia reisseri
- Anoxia rotroui
- Anoxia scutellaris
- Anoxia smyrnensis
- Anoxia tristis
- Anoxia villosa